# Germán Prado Peralta
Germán Prado Peralta OSB (auch Germanus Prado, * 8. Oktober 1891 in Barbadillo del Pez; † 27. März 1974 in Madrid) war ein spanischer Musikwissenschaftler. Sein Spezialgebiet war die mozarabische Musik.

## Werk
Germán Prados Hauptwerk ist die Historia del rito mozárabe y toledano („Geschichte des mozarabischen und toledanischen Ritus“). In Zusammenarbeit mit anderen Benediktinern, vor allem mit Pater Casiano Rojo Olalla, schrieb er das Werk El canto mozárabe („Der mozarabische Gesang“). Germán Prado ist Autor von Studienwerken über den gregorianischen Gesang wie auch über die visigothische Liturgie.